# François Delecour
François Delecour (Kassel, 30 augustus 1962) is een Frans rallyrijder. Hij was een van de voornaamste rijders in het wereldkampioenschap rally vanaf de jaren negentig tot aan rond de eeuwwisseling. Hij reed in dit tijdbestek voor de fabrieksteams van Ford, Peugeot en Mitsubishi. In totaal won hij vier WK-rally's en werd vice-wereldkampioen in het seizoen 1993.

## Carrière

### Vroege carrière
François Delecour debuteerde in 1981 in de rallysport. Met een Talbot Samba Rallye maakte hij tijdens de Rally van Monte Carlo in 1984 zijn eerste optreden in het wereldkampioenschap rally. Hij was gedurende de jaren tachtig een reguliere deelnemer aan het evenement. In 1990 brak hij pas echt door na een sterk seizoen in het Frans rallykampioenschap met een Peugeot 309 GTI, een auto waarmee hij tevens aan het begin van dat jaar een negende plek behaalde in de WK-ronde van Monte Carlo.

### Wereldkampioenschap rally

#### 1991-1995: Ford
Deze resultaten bracht hem voor het seizoen 1991 een zitje bij de fabrieksinschrijving van Ford, als teamgenoot van Malcolm Wilson. Actief met de vierwielaangedreven versie van de Ford Sierra RS Cosworth maakte hij een overtuigend debuut mee met het team in Monte Carlo, waar hij een secondespel uitvocht met Toyota-rijder en regerend wereldkampioen Carlos Sainz. Delecour leidde de rally voorafgaand aan de start van de laatste klassementsproef. Op die laatste proef brak er echter een vering af van zijn auto, waardoor hij zijn voorsprong van ruim een halve minuut verloor en uiteindelijk terugviel tot de derde plaats. In zijn twee seizoenen met de Sierra behaalde hij enkele podium resultaten, maar de intrede van de Ford Escort RS Cosworth in het seizoen 1993 was nodig om WK-rally's daadwerkelijk te kunnen winnen. Na een bemoedigende tweede plaats tijdens het debuut van deze auto in Monte Carlo, schreef hij in Portugal zijn eerste WK-rally overwinning op zijn naam, en tevens die van het nieuwe Ford Escort-model. Een tweede overwinning en daarmee de leidende positie in het kampioenschap volgde in Corsica. Later dat jaar won hij ook zijn derde WK-rally in Catalonië, een rally die hij moest winnen na een cruciale opgave in San Remo. Zijn grootste concurrent gedurende het seizoen was Juha Kankkunen, en die had in Catalonië genoeg aan een podium positie om wereldkampioen te worden, wat hij helaas voor Delecour ook zou volbrengen met een derde plaats. Delecour werd ondanks het verliezen van de titel gezien als de revelatie van het seizoen, die hij zou afsluiten met de runner-up positie in het kampioenschap. De start van het seizoen 1994 verliep uiterst bemoedigend voor Delecour, die de Escort overtuigend naar de overwinning sleepte tijdens de seizoensopener in Monte Carlo. In Portugal volgde een ongelukkige opgave, maar het seizoen maakte voor Delecour pas echt een dramatische ommekeer toen hij buiten de rallypaden om bij een auto-ongeluk gewond raakte. Hierdoor moest hij het seizoen grotendeels uitzitten en waren zijn titelkansen in een klap verkeken. Verwisselingen in het teammanagement bij Ford deed de resultaten geen goed in het seizoen 1995, waarin overwinningen dan ook ontbraken voor Delecour. Na de start van het seizoen 1996 verliet hij het merk na vijf jaar dienst.

#### 1996-2000: Peugeot

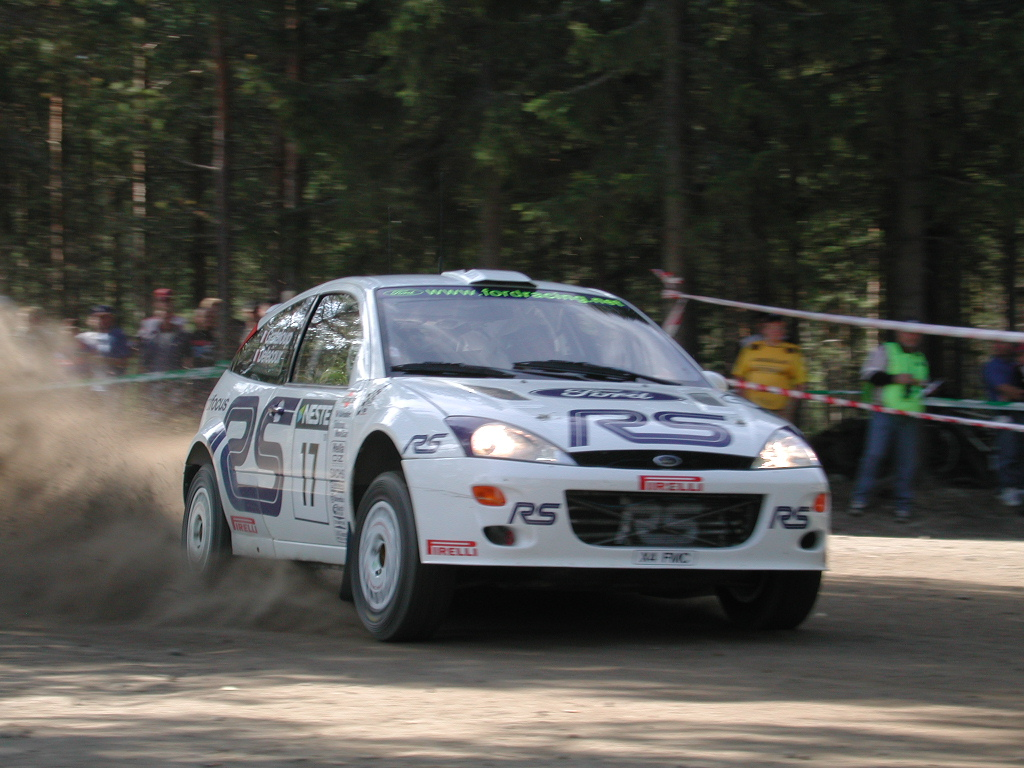
Delecour in actie als fabrieksrijder bij Ford met de Focus RS WRC tijdens de Rally van Finland in 2001

In 1996 stapte hij weer in bij Peugeot, die op dat moment bezig waren met een Formule 2 project in de vorm van de Peugeot 306 Maxi. Hierin waren zij voornamelijk actief in het Frans rallykampioenschap, maar maakte ook enkele optredens in het WK, exclusief diegene die op asfalt verreden werden, waar de voorwielaangedreven 306 Maxi namelijk competitief konden zijn. Delecour behaalde een aantal bemoedigende resultaten, waarbij zijn tweede plaats in Corsica in het seizoen 1998 uitsprong. In het seizoen 1999 keerde Peugeot volledig terug in het WK met een World Rally Car. De Peugeot 206 WRC leidde in de handen van Delecour tijdens het debuut van de auto in Corsica, maar hij zou later moeten opgeven met technische problemen. In het seizoen 2000 reed Delecour een nagenoeg volledig programma naast teamgenoot Marcus Grönholm. De eerste seizoenshelft verliep teleurstellend, maar in de laatste zes WK-rondes behaalde Delecour telkens WK-punten, waaronder vier podium resultaten. Hij hielp daarmee het team aan hun eerste constructeurstitel toe sinds 1986. Het was desondanks Delecours opvliegend karakter dat hem parten zou spelen, na een conflict met teamgenoot Gilles Panizzi tijdens de WK-ronde in San Remo, die ook zorgde voor een vertrouwensbreuk met het team beleid.

#### 2001-2002: Ford en Mitsubishi

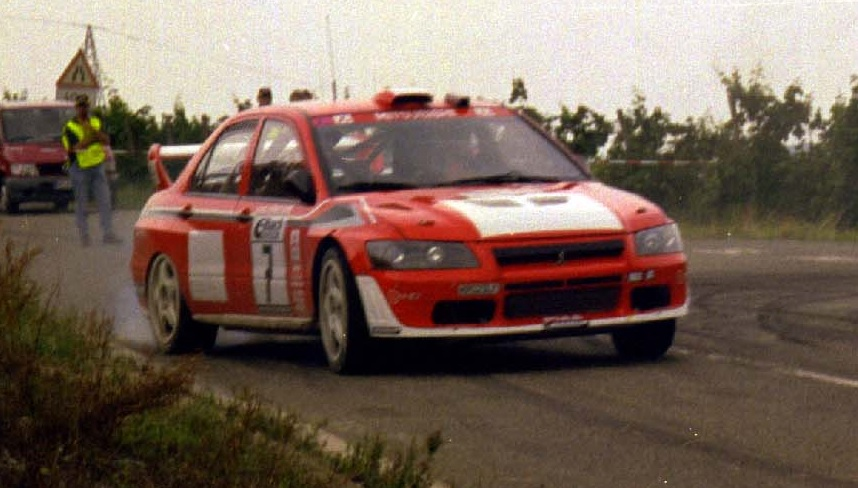
Delecour rijdend voor Mitsubishi in Duitsland in 2002

Voor het seizoen 2001 maakte hij een terugkeer bij Ford, die nu inmiddels onder preparatie van M-Sport, het team dat onder leiding stond van Malcolm Wilson, actief waren in het WK. Fungerend als derde rijder binnen het team zou Delecour in eerste instantie alleen tien rally's afwerken, maar een bemoedigende start werd hem beloond met een volledig programma. Hoe dan ook bleef het een rol waar hij zich moeilijk in kon vinden, en daarnaast was hij ook ontevreden over de keuze dat Ford met Pirelli schoeisel zou gaan rijden. Een fraaie derde plaats in Monte Carlo zag in het restant van het seizoen geen vervolg en een heftig ongeluk tijdens de voorlaatste ronde van het kampioenschap in Australië zag zijn seizoen alsnog ingekort worden. Delecour verliet het team om voor het seizoen 2002 te tekenen bij de fabrieksinschrijving van Mitsubishi. Het team reed dat jaar voor het eerst een volledig seizoen met de nieuwe Mitsubishi Lancer WRC, die het jaar ervoor met weinig overtuiging debuteerde in het kampioenschap. Alvorens gevreesd liep het in 2002 dan ook uit tot een weinig succesvolle onderneming. Delecour behaalde in een sterk deelnemersveld wel enkele top tien resultaten waarin hij in Corsica, Duitsland, en San Remo constructeurspuntjes pakte, maar de belangrijke kampioenschapspunten ontbraken hierin. Mitsubishi stopte daarna hun programma onder het mom zich te concentreren op het ontwikkelen van een nieuwe auto waarmee het merk in 2004 zou terugkeren, maar Delecour werd niet opgenomen in dit plan. Hiermee beëindigde hij zijn actieve carrière in het WK rally.

### Latere carrière

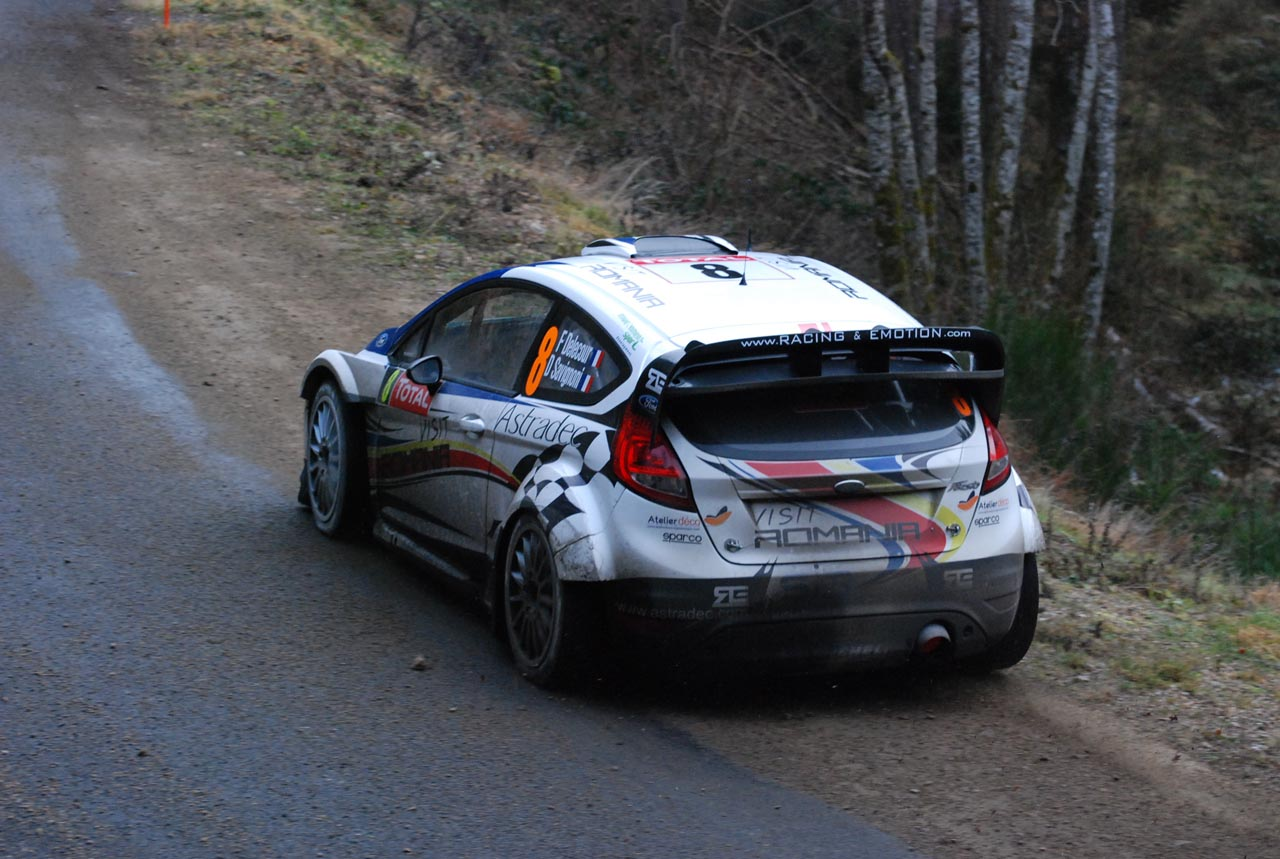
Delecour actief tijdens de Rally van Monte Carlo in 2012

Delecour bepertke zich vervolgens tot gastoptredens in rallyevenementen her en der in Europa. In 2007 begon hij aan een project met een Porsche 996 GT3, echter resulteerde dit alleen in optredens in kleinschalige evenementen. In 2008 zou hij deelnemen aan de WK-ronde van Monte Carlo met een Peugeot 307 WRC, maar moest vanwege budgettaire problemen forfait geven. In 2011 keerde Delecour wel terug in het evenement, dat toen als opener diende van het Intercontinental Rally Challenge seizoen in 2011. Delecour verscheen aan de start met een Peugeot 207 S2000. In wisselvallige weersomstandigheden, en mede geholpen door een doordachte bandenkeuze, wist hij een klassementsproef te winnen en handhaafde hij even een podium resultaat, totdat hij uiteindelijk in het restant van het evenement (in droog weer) terugviel tot een vijfde positie, en daar ook zou eindigen.
Delecour keerde tijdens de 2012 editie in Monte Carlo voor het eerst in tien jaar terug op het hoogste niveau, aangezien het evenement dat jaar weer zijn plaats terugkreeg op de kalender van het WK rally. Delecour nam daarin deel met een Ford Fiesta RS WRC ingeschreven door M-Sport Ford. Hij maakte daarmee een sterk optreden dat beloond werd met een zesde plaats algemeen. Sindsdien heeft Delecour zijn carrière ook nieuw leven ingeblazen. Naast opnieuw enkele optredens in het IRC, reed hij dat jaar vanwege zijn sponsors ook een programma in het Roemeens rallykampioenschap met een Peugeot 207 S2000. Hij won daarmee vier rally's en greep overtuigend naar de titel toe. Ook in 2013 was hij weer actief in dit kampioenschap en zou hij het wederom op zijn naam schrijven. Daarnaast werkte Delecour ook een programma af in het vernieuwde Europese kampioenschap, waar het IRC dat jaar in was opgegaan. In 2014 had Delecour zich wederom ingeschreven voor de WK-opener in Monte Carlo met een Fiesta RS WRC, maar moest dit keer vroegtijdig opgeven door een technisch mankement. Tijdens de Franse WK-ronde nam hij plaats achter het stuur van een Porsche 997 GT3 van het Britse Tuthill Porsche. Delecour reed in 2015 de nieuw opgezette RGT Cup met de Porsche en versloeg naaste concurrent Romain Dumas daarin voor de titel. Sindsdien blijft Delecour sporadisch actief in zowel nationale als internationale rally's en bestuurde hij in 2017 ook de nieuwe Fiat 124 Abarth Rally RGT van tuner Abarth.

## Complete resultaten in het wereldkampioenschap rally
| Seizoen | Inschrijving                  | Auto                        | 1       | 2       | 3       | 4       | 5       | 6       | 7      | 8       | 9       | 10      | 11      | 12      | 13      | 14      | Pos. | Punten |
| ------- | ----------------------------- | --------------------------- | ------- | ------- | ------- | ------- | ------- | ------- | ------ | ------- | ------- | ------- | ------- | ------- | ------- | ------- | ---- | ------ |
| 1984    | François Delecour             | Talbot Samba Rallye         | MON 67  | ZWE     | POR     | KEN     | FRA     | GRI     | NZL    | ARG     | FIN     | ITA     | IVK     | GBR     |         |         | –    | 0      |
| 1985    | François Delecour             | Peugeot 205 GTI             | MON DNF | ZWE     | POR     | KEN     | FRA     | GRI     | NZL    | ARG     | FIN     | IVK     | ITA     | GBR     |         |         | –    | 0      |
| 1986    | François Delecour             | Peugeot 205 GTI             | MON DNF | ZWE     | POR     | KEN     | FRA     | GRI     | NZL    | ARG     | FIN     | IVK     | ITA     | GBR     | VST     |         | –    | 0      |
| 1987    | François Delecour             | Peugeot 205 GTI             | MON 20  | ZWE     | POR     | KEN     | FRA     | GRI     | VST    | NZL     | ARG     | FIN     | IVK     | ITA     | GBR     |         | –    | 0      |
| 1989    | François Delecour             | Peugeot 309 GTI             | ZWE     | MON     | POR     | KEN     | FRA DNF | GRI     | NZL    | ARG     | FIN     | AUS     | ITA     | IVK     | GBR     |         | –    | 0      |
| 1990    | Peugeot France                | Peugeot 309 GTI             | MON 9   | POR     | KEN     | FRA DNF | GRI     | NZL     | ARG    | FIN     | AUS     | ITA     | IVK     | GBR     |         |         | 54   | 2      |
| 1991    | Q8 Team Ford                  | Ford Sierra RS Cosworth 4x4 | MON 3   | ZWE     | POR DNF | KEN     | FRA DNF | GRI DNF | NZL    | ARG     | FIN     | AUS     | ITA 4   | IVK     | SPA 3   | GBR 6   | 7    | 40     |
| 1992    | Ford Motor Co Ltd.            | Ford Sierra RS Cosworth 4x4 | MON 4   | ZWE     | POR DNF | KEN     | FRA 2   | GRI 5   | NZL    | ARG     | FIN DNF | AUS     | ITA 3   | SPA DNF | IVK     | GBR     | 6    | 45     |
| 1993    | Ford Motor Co Ltd.            | Ford Escort RS Cosworth     | MON 2   | ZWE     | POR 1   | KEN     | FRA 1   | GRI DNF | ARG    | NZL 2   | FIN     | AUS 3   | ITA DNF | SPA 1   | GBR 4   |         | 2    | 112    |
| 1994    | Ford Motor Co Ltd.            | Ford Escort RS Cosworth     | MON 1   | ZWE     | POR DNF | KEN     | FRA     | GRI     | ARG    | NZL     | FIN 4   | AUS     | ITA DNF | SPA     | GBR DNF |         | 8    | 30     |
| 1995    | R.A.S. Ford                   | Ford Escort RS Cosworth     | MON 2   | ZWE DNF | POR DNF | KEN     | FRA 2   | GRI     | NZL 6  | ARG     | FIN     | AUS DNF | ITA     | SPA 4   | GBR DNF |         | 4    | 46     |
| 1996    | Peugeot Sport                 | Peugeot 306 Maxi            | MON 2   |         |         |         |         | FRA 4   | GRI    | ARG     | NZL     | FIN     | AUS     | ITA     | SPA     | GBR     | –    | 0      |
| 1996    | Ford Motor Co Ltd.            | Ford Escort RS Cosworth     |         | ZWE 11  | POR     | KEN     | IND     |         |        |         |         |         |         |         |         |         | –    | 0      |
| 1997    | Peugeot Sport                 | Peugeot 306 Maxi            | MON     | ZWE     | KEN     | POR     | SPA DSQ | FRA 4   | ARG    | GRI     | NZL     | FIN     | IND     | ITA     | AUS     | GBR     | 17   | 3      |
| 1998    | Peugeot Sport                 | Peugeot 306 Maxi            | MON 10  | ZWE     | KEN     | POR     | SPA 8   | FRA 2   | ARG    | GRI     | NZL     | FIN     | ITA DNF | AUS     | GBR     |         | 10   | 6      |
| 1999    | François Delecour             | Ford Escort WRC             | MON 4   | ZWE     | KEN     | POR     | SPA     |         |        |         |         |         |         |         |         |         | 16   | 3      |
| 1999    | Peugeot Esso                  | Peugeot 206 WRC             |         |         |         |         |         | FRA DNF | ARG    | GRI DNF | NZL     | FIN 9   | CHN     | ITA DNF | AUS DNF | GBR DNF | 16   | 3      |
| 2000    | Peugeot Esso Sport            | Peugeot 206 WRC             | MON DNF | ZWE 7   | KEN     | POR 5   | SPA 7   | ARG 13  | GRI 9  | NZL DNF | FIN 6   | CYP 3   | FRA 2   | ITA 2   | AUS 3   | GBR 6   | 6    | 24     |
| 2001    | Ford Motor Co Ltd.            | Ford Focus RS WRC 01        | MON 3   | ZWE 5   | POR 5   | SPA 6   | ARG 7   | CYP DNF | GRI 5  | KEN 4   | FIN DNF | NZL 12  | ITA 6   | FRA 10  | AUS DNF | GBR     | 9    | 15     |
| 2002    | Marlboro Mitsubishi Ralliart  | Mitsubishi Lancer WRC       | MON 9   | ZWE 34  | FRA 7   | SPA 9   | CYP 13  | ARG DNF | GRI 11 | KEN DNF |         |         |         |         |         |         | –    | 0      |
| 2002    | Marlboro Mitsubishi Ralliart  | Mitsubishi Lancer WRC2      |         |         |         |         |         |         |        |         | FIN DNF | DUI 9   | ITA 10  | NZL 9   | AUS DNF | GBR DNF | –    | 0      |
| 2012    | M-Sport Ford World Rally Team | Ford Fiesta RS WRC          | MON 6   | ZWE     | MEX     | POR     | ARG     | GRI     | NZL    | FIN     | DUI     | GBR     | FRA     | ITA     | SPA     |         | 18   | 8      |
| 2014    | François Delecour             | Ford Fiesta RS WRC          | MON DNF | ZWE     | MEX     | POR     | ARG     | ITA     | POL    | FIN     | DUI     | AUS     |         |         |         |         | –    | 0      |
| 2014    | François Delecour             | Porsche 997 GT3 Cup         |         |         |         |         |         |         |        |         |         |         | FRA 37  | SPA     | GBR     |         | –    | 0      |
| 2015    | François Delecour             | Porsche 997 GT3 Cup         | MON 23  | ZWE     | MEX     | ARG     | POR     | ITA     | POL    | FIN     | DUI 53  | AUS     | FRA 19  | SPA     | GBR     |         | –    | 0      |
| 2016    | François Delecour             | Peugeot 207 S2000           | MON 16  | ZWE     | MEX     | ARG     | POR     | ITA     | POL    | FIN     | DUI     | CHN C   | FRA     | SPA     | GBR     | AUS     | –    | 0      |
| 2017*   | François Delecour             | Fiat 124 Abarth Rally RGT   | MON DNF | ZWE     | MEX     | FRA 19  | ARG     | POR     | ITA    | POL     | FIN     | DUI     | SPA     | GBR     | AUS     |         | –    | 0      |

* Seizoen loopt nog.

#### Overwinningen
| # | Seizoen | Rally                                  | Navigator        | Auto                    |
| - | ------- | -------------------------------------- | ---------------- | ----------------------- |
| 1 | 1993    | 27º Rallye de Portugal                 | Daniel Grataloup | Ford Escort RS Cosworth |
| 2 | 1993    | 37ème Tour de Corse - Rallye de France | Daniel Grataloup | Ford Escort RS Cosworth |
| 3 | 1993    | 29º Rallye Catalunya - Costa Brava     | Daniel Grataloup | Ford Escort RS Cosworth |
| 4 | 1994    | 62ème Rallye Automobile de Monte-Carlo | Daniel Grataloup | Ford Escort RS Cosworth |